# 포도주 양조
포도주 양조(葡萄酒釀造, 영어: winemaking) (이하 양조)는 포도를 선별하는 작업에서부터 시작하여 병에 넣어 봉하는(병입) 일련의 과정이다. 대부분의 포도주는 포도로부터 만들어지지만, 때로는 다른 종류의 과일이나 식물로부터 만들어지기도 한다.
포도주 양조를 연구하는 학문을 양조학(Oenology)라고 하며, 포도주를 만드는 사람은 양조자라고 불린다. 

## 양조과정

포도알의 구성

수확된 이후 포도들은 양조장으로 이송되어 일차발효를 위한 준비 과정을 거치게 된다. 이 과정에서 적포도주를 만드는 방식은 백포도주를 만드는 방식과 구분된다. 적포도주를 만들 때는 적포도의 껍질을 함께 넣어 발효를 시키는데, 이때 껍질의 성분에 의해 포도주가 적색을 띠게 된다. 백포도주의 경우 포도를 압착하여 생긴 즙을 발효시켜 만들어지는데, 이 때 껍질들이 제거되어 포도주 자체에 특별한 영향을 미치지 않게 된다. 아주 간혹 적포도를 이용하여 백포도주를 만들기도 하는데, 이때는 포도 껍질과의 접촉을 최소화하는 방식으로 즙을 짜낸다. 로제 포도주의 경우 적포도주를 이용하여 만들 경우 핑크색을 띨 때까지 껍질과 접촉 상태로 두거나, 적포도주와 백포도주를 섞기도 한다. 때문에 백포도주와 로제 포도주의 경우 상대적으로 적은 함량의 타닌을 함유하고 있다. 

### 일차 발효

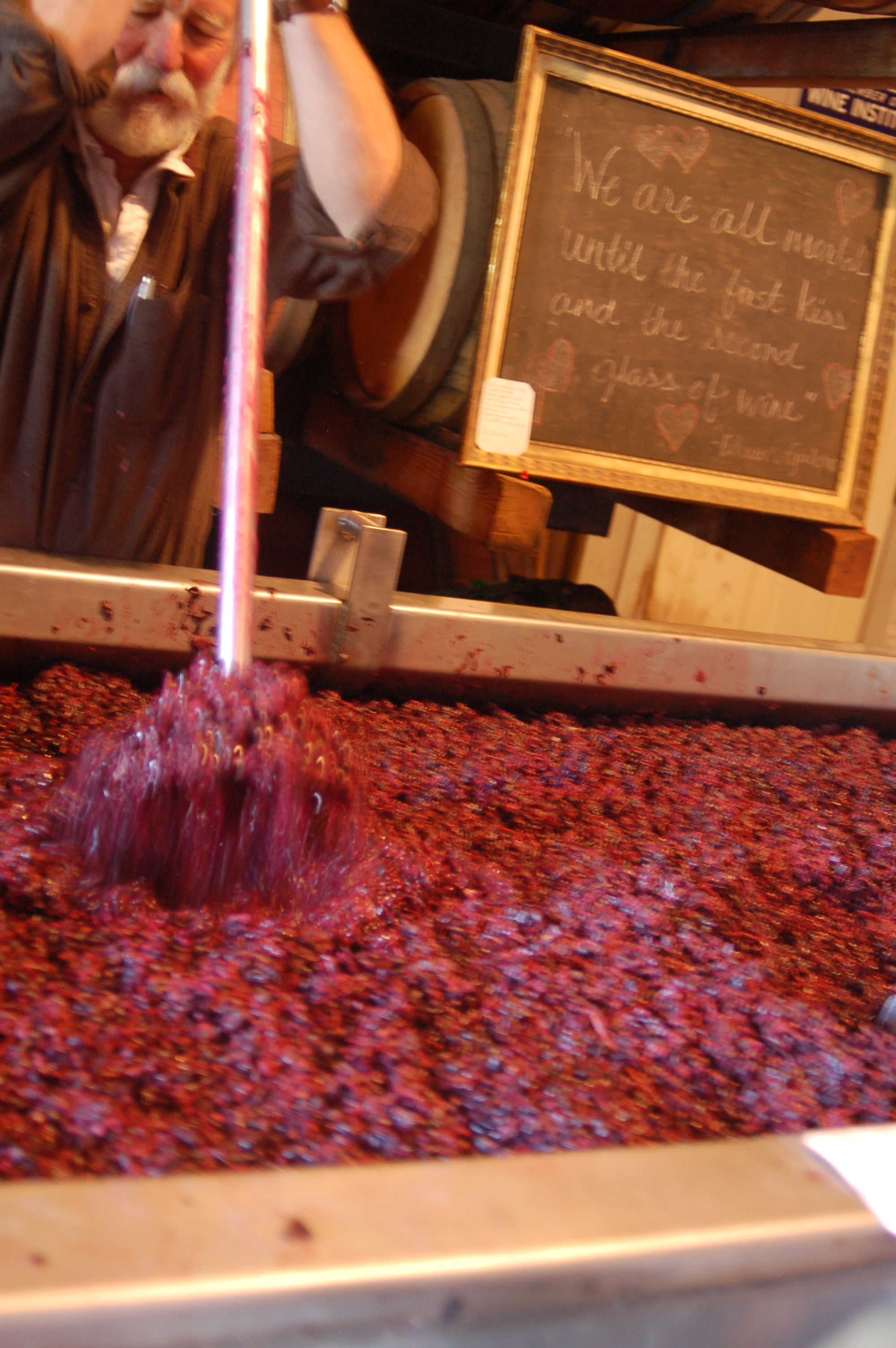
적포도를 탱크에 넣는 과정

일차 발효(primary fermentation)가 발생하기 위해서는 이스트가 첨가되어야 하는데, 경우에 따라서는 자연적으로 대기 중에 있는 이스트에 의해 발효가 일어나기도 한다. 이러한 발효 과정은 약 1~2주간 소요되며, 이스트는 포도에 있는 당분 성분들을 에탄올(알코올)과 이산화탄소의 형태로 변화시킨다. 이 때 발생한 이산화탄소는 대기 중으로 방충된다.
적포도의 경우, 일차 발효 이후에 남아 있는 과즙은 탱크로 펌핑되어 들어가고 껍질은 보다 압착되어 즙을 짜낸다. 압착된 즙은 탱크에 들어간 과즙과 블렌딩 되는데, 블렌딩 되는 양과 온도 등은 양조자의 스타일에 따라 상이하다. 이 때 포도주는 따뜻한 상태로 보관되어 당 성분이 알코올과 이산화탄소로 변화되는 과정이 계속 진행된다.  

### 말산 발효

말산 발효 과정

다음 단계는 말산 발효 과정(malolactic fermentation)으로, 포도주 내의 말산이 젖산으로 변화하는 것이다. 이는 “크리스피하고 청사과의 향이 나는” 말산을 “부드럽고 크리미한” 젖산으로 변화시키는 박테리아성 과정으로 포도주의 맛을 부드럽게 한다. 적포도주는 보통 오크통으로 옮겨서 수주 ~ 수개월 간 숙성되는데 이러한 과정은 오크 특유의 아로마와 탄닌을 포도주에 부여한다. 이러한 포도주들은 병입 전 침전물을 정제하여야 한다.
수확에서부터 우리가 실제로 마시기 전까지 포도 품종, 산, 타닌, 당분 등에 따라서 짧게는 몇 달에서 길게는 20년 이상이 소요된다. 그럼에도 불구하고, 약 10% 적포도주, 그리고 약 5%의 백포도주만이 단년도 숙성보다 5년 이상 숙성할 경우 맛이 더 좋아진다. 포도의 품종과, 지향하는 양조 스타일에 따라 일련의 양조 단계들은 결합되기도 하고 생략되기도 한다.
샴페인과 같은 스파클링 포도주의 경우, 병 속에서 2차 발효 단계를 거치게 되는데 이 과정에서 이산화탄소가 포도주에 용해되어 기포를 형성하게 된다. 당도가 높은 포도주들의 경우 모든 당분이 에탄올의 형태로 변형되기 전에 발효를 중지시켜 단 맛을 내는 당의 함량을 높이는데, 아래와 같은 방법들이 사용될 수 있다.
<포도주 당의 함량을 높이는 방법>
- 포도주를 차게 한다.
- 황을 첨가한다.
- 이스트의 작용을 중지시키는 첨가물을 넣는다.
- 포도주를 필터링하여 모든 이스트와 박테리아를 제거한다.

뿐만 아니라 당도 높은 포도를 수확하기 위해서는 아래와 같은 방법이 사용된다.
<포도 자체의 당을 높이는 법>
- 포도의 수확 시기를 늦춘다 (late harvest wine)
- 포도를 얼린다 (ice wine),
- 보트티스 시네라(곰팡이균)를 투입하여 포도의 수분을 제거한다
- 건포도 형태로 만든다.

이렇게 당도가 높은 포도주들의 경우, 발효 과정이 자연적으로 멈추게 되는데 이는 고동도의 당과 에탄올이 이스트의 활동을 억제시키기 때문이다. 유사하게 포트 포도주는 브랜디와 같은 높은 도수의 알코올을 넣어 발효를 억제시키고 알코올 함량이 높아지게 된다. 어떤 경우에 양조자들은 포도주의 발효가 완료된 후 단 포도주스를 넣기도 한다.

## 포도의 수확
포도의 수확은 포도를 선별하는 것부터 시작하여 양조의 가장 첫 번째 단계라고 할 수 있다. 기계로 포도를 수확하거나, 혹은 손으로 직접 딸 수도 있다. 언제 포도를 수확할지는 포도의 당도(Brix), 산도(TA), 그리고 pH에 의해 결정되며, 다른 요인으로는 숙성도에 따른 타닌 함량, 혹은 예상되는 기후 등이 있다.

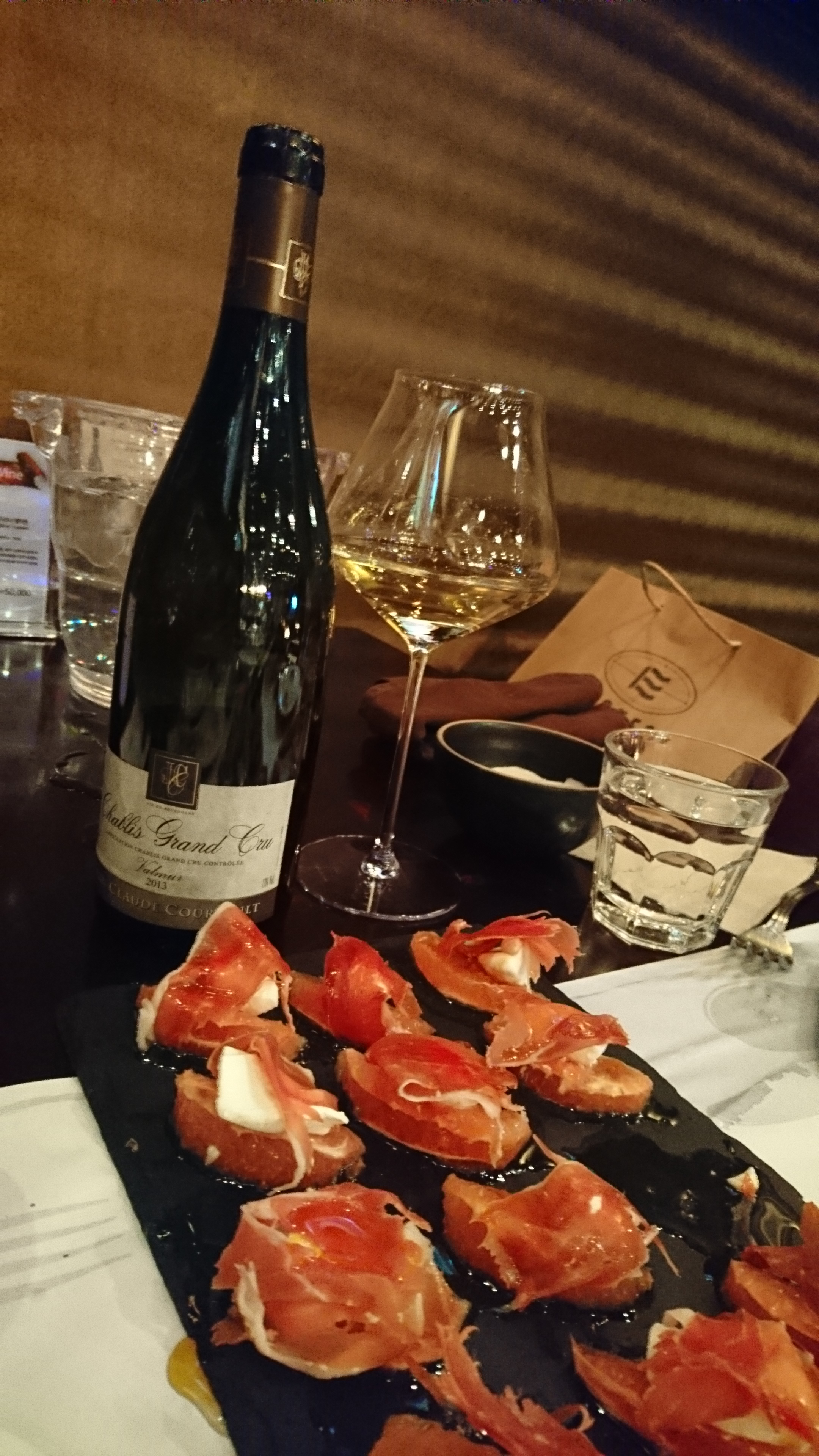
샤블리 발뮈르 그랑 크뤼
샤블리 지역은 샤르도네가 생산되는 독특한 떼루아로 유명함

포도의 질은 포도주의 품질을 결정하는 가장 중요한 요소이다. 포도의 품질은 포도 품종 뿐 아니라 재배 당시의 기후와 토양의 미네랄과 산도, 수확 시기, 그리고 가지치기 방식 등에 따라 달라지게 된다. 포도 질에 영향을 미치는 이러한 다양한 특성을 떼루어(Terroir)라고 일컫는다. 북반구에서 포도는 일반적으로 9월 초에서 11월 초, 남반구에서는 2월 중순에서 3월 초 순에 수확된다. 태즈미아 섬처럼 추운 남반구의 섬에서는 약 5월 경 포도가 수확된다.

### 기계적 수확
기계적 방식으로 수확할 경우 상대적으로 짧은 시간에 넓은 면적의 포도밭을 관리할 수 있으며, 인건비를 최소화할 수 있다. 하지만 이 경우 포도가 아닌 기타 다른 부분, 특히 줄기나 잎, 심지어는 돌이나 금속 조각, 작은 동물이나 새 둥지 등이 함께 섞일 수 있다. 따라서 일부 양조자들은 포도를 수확하기 전 잎이나 기타 잔해들을 제거하여 포도 알갱이만 거두어들일 수 있도록 조치하기도 한다. 미국의 경우, 프리미엄급 포도주 양조자들은 기계적 수확 방식을 잘 사용하지 않는데, 이는 앞서 언급되었듯 불순물이 섞일 확률이 크며 포도즙의 산화도를 높이기 때문이다. 하지만 호주나 뉴질랜드와 같은 다른 국가들의 경우 인건비가 상대적으로 더 비싸기 때문에 프리미엄급 포도주를 만들 때도 기계적인 방식으로 포도를 수확하는 것이 더 일반적이다.

### 손으로 수확
포도덩쿨로부터 직접 포도 송이들을 손으로 따는 방식이다. 이 방식은 포도에 대한 지식을 가진 인력을 활용할 경우, 덜 익은 포도나 병충해 등의 피해를 입은 포도를 가려내어 수확할 수 있다는 점에서 큰 장점이 있다. 때문에 이는 포도주의 품질을 향상시키고 오염을 방지할 수 있는 수확 방식이다.

### 줄기의 제거
줄기는 많은 탄닌을 함유하고 있어, 포도와 섞여 들어갈 경우 포도주의 탄닌 함량을 높이고 채소 특유의 향을 내게 한다. 일반적인 경우 줄기는 포도를 으깬 후 제거되지만, 일부 양조자의 경우 줄기가 포도주에 미치는 영향을 최소화하기 위하여 포도를 으깨기 전 제거하기도 한다. 

## 포도 으깨기

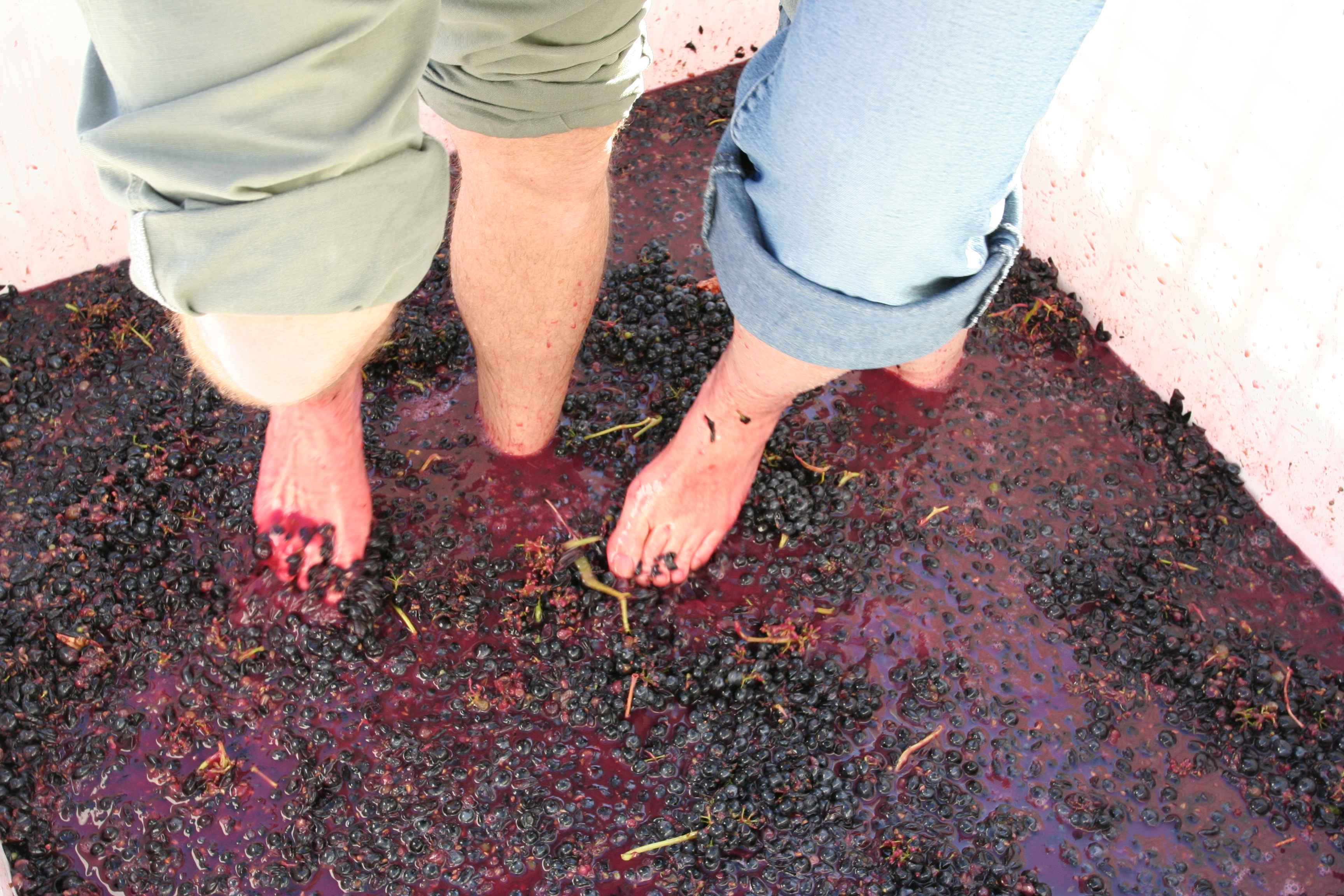
과거에는 발로 밟아 포도를 으깨었다

으깬다는 것은 포도 알갱이들을 짜내어 껍질로부터 과육 부분만을 분리하는 과정이라고 할 수 있다. 전통적인 방식을 추구하는 소규모의 양조장의 경우, 수확한 포도들을 맨발로 밟아 으깨기도 하지만 대부분 기계를 사용하여 으깨지게 된다. 포도송이들은 기계로 투입되어 으깨지고 이후 줄기들이 제거되는데, 여전히 껍질, 씨 그리고 일부 돌멩이들은 과즙에 함께 남아 있다. 줄기의 제거 여부는 백포도주, 적포도주 종류에 따라 상이할 수 있다.

### 백포도주
백포도주의 경우 과육만을 우선 으깬 후 임의로 줄기를 다시 넣기도 한다. 이 과정에서 줄기가 함유하고 있는 탄닌이 일부 포도주로 추출된다. 백포도주는 적포도주를 만들때처럼 포도를 강하게 압착하여 으깨지 않는데, 이는 껍질이나 씨로부터 탄닌이 추출되는 것을 최소화하기 위함이다. 양조자의 스타일에 따라 과육을 껍질과 잠깐 접촉시키기도 하는데, 이는 약 3~24시간 정도로 매우 짧다. 이는 껍질에서 약간의 탄닌감과 특유의 맛을 추출하기 위함이며 이 과정에서 인 이온도 녹아 들게 된다. 또한 지나치게 산도가 강한 포도 품종의 경우, 껍질과의 접촉이 pH를 높여주는 역할도 한다. 이러한 시도는 1970년대에 많이 이루어졌으며, 오늘날에도 캘리포니아에서 생산되는 일부 쇼비뇽 블랑과 샤르도네 포도주에 적용된다. 

### 적포도주

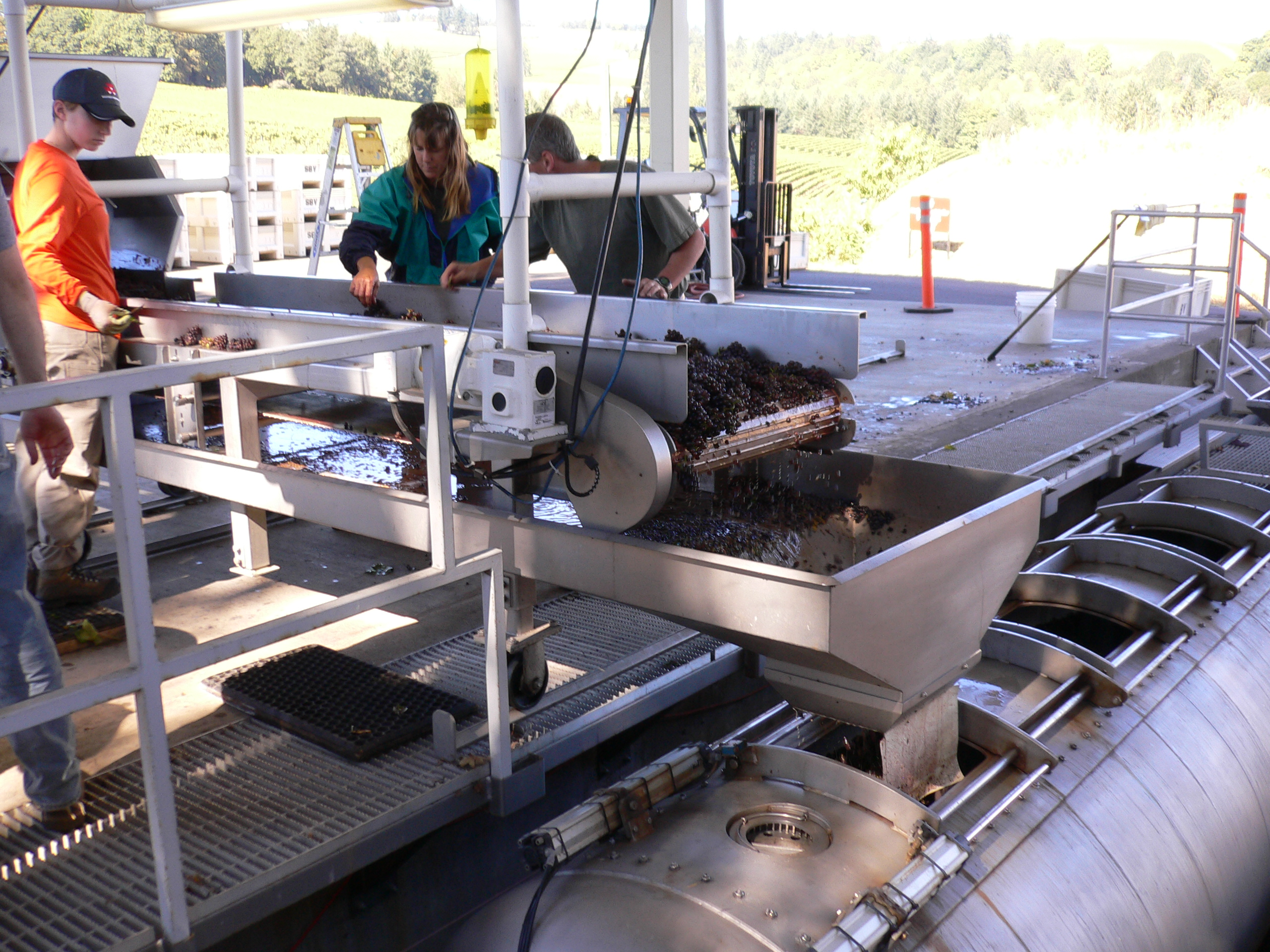
기계에 포도를 으깨는 과정

적포도주의 경우 보통 발효 전에 모든 줄기를 제거하는데, 이는 청포도에 비해 적포도 품종의 줄기에 더 많은 탄닌이 함유되어 있으며 피망과 같은 채소 특유의 향이 더 강하기 때문(2-methoxy-3-isopropylpyrazine의 영향)이다. 
양조 스타일에 따라 특히 과육이 충분한 탄닌을 함유하고 있지 않다고 판단될 때, 양조자들은 줄기를 과육과 함께 발효시키기도 한다. 보통 줄기가 충분히 익어 갈색으로 변한 상태일 때 줄기를 넣는다. 그리고 껍질을 보다 효과적으로 제거하기 위해서는 줄기를 우선 제거한 후 포도를 으깨는 것이 낫다. 이 때 포도 알갱이들은 두 개의 롤러 사이로 들어가게 되어 으깨지고, 이때 껍질로부터 분리가 되는데 너무 강력하게 힘을 가하는 경우 껍질이 찢어지며 추가적인 탄닌이 추출될 수 있기 때문에 적절한 압력 조절이 중요하다. ‘피노누아’나 ‘쉬라’와 같은 보다 섬세한 포도 품종의 경우 아예 으깨지 않고 양조되기도 하는데, 이는 특유의 과일향을 극대화하기 위해서이다.
대부분의 적포도주의 붉은 색상은 포도의 껍질에 의해 발현되기 때문에 과즙과 껍질의 접촉은 색을 추출하는데 필수적인 단계라 할 수 있다. 줄기가 제거되고 껍질은 남아 있는 상태인 과육이 발효가 됨에 따라 적포도주가 만들어진다. 붉은 포도의 경우에도 과육을 심하게 으깨지 않고 세심하게 껍질을 제거할 경우 백포도주를 만드는 것이 가능한데, 이는 과육과 포도 껍질의 접촉을 최소화되기 때문이다. 
(참고) 로제포도주의 경우 포도를 으깨어 과육과 껍질이 여전히 접촉한 상태로 유지시키다가 적절한 색이 발현되면 껍질을 제거한다. 

## 발효

### 1차발효 (알콜 발효)
일차발효는 이스트에 의해 일어나며 이것은 포도 자체도 존재하며 때로 포도 겉면에서 가루 형태로 보이기도 한다. 일차, 혹은 알코올 발효는 이런 천연 이스트에 의해 발생될 수 있지만 이스트의 유형에 따라 원활하게 진행되지 않을 수도 있기 때문에 일반적으로 배양된 이스트가 추가된다. 천연 유산균을 사용할 때 발생할 수 있는 주요한 문제는 일부 당이 완전히 발효되지 않은 상태로 잔류할 수 있다는 것이다. 이것은 포도주에 과도한 단맛을 낼 수 있고, 또한 아세트산이 생성될 수 있다는 단점도 있다. 
일차발효 기간 동안 이스트는 당분을 이산화탄소와 알코올로 변화시킨다. 이러한 발효 과정에서의 온도는 발효 속도 뿐 아니라 포도주의 맛에도 영향을 미친다. 적포도주의 경우 일반적으로 약 22~25 °C, 백포도주의 경우 15~18 °C 사이에서 발효된다. 1g의 당분 당 약 0.5g의 알코올이 생성되기 때문에, 약 12%의 알코올 도수를 가지기 위해서는 약 24%의 당분이 필요하다. 포도 과육의 당분 농도는 밀도에 의해서 결정되는데, 이는 액체비중계 중 하나인 당도계라는 측정 기기를 통해 측정할 수 있다. 만약 포도의 당분 함량이 너무 낮아서 충분한 알코올 농도에 도달하지 못할 경우 임의로 당분이 투입될 수 있으며, 지역에 따라서 이러한 가당(설탕 첨가) 행위가 법적 규제 행위로 규정되기도 한다.
12% 이상의 알코올 농도의 포도주를 만들기 위해서는 상대적으로 강한 알코올에 견딜 수 있는 이스트를 사용해야 한다. 특정 이스트의 경우 약 18% 정도의 알코올 농도에 도달할 수 있으나 이를 위해서는 일반적으로 더 많은 당이 첨가되어야 한다.
알코올 발효가 완료된 후 이차발효, 측 말산 발효가 일어날 수 있는데 이는 특정 박테리아가 말산을 유산으로 변형시키는 과정이라 할 수 있다. 이는 보통 이런 발효 현상을 일으키는 박테리아를 포도주에 첨가하여 일어나게 된다.

### 2차발효(말산 발효)와 숙성
2차발효와 숙성은 약 3~6개월간 일어나게 되는데, 이 과정은 매우 천천히 진행된다. 이 때 포도주의 산화를 방지하기 위해 진공상태로 보관되며, 포도에 있는 단백질들이 잔류해있는 이스트에 의해 반응하여 침전되며 대표적인 침전물에는 주석산염 등이 있다. 이 과정에서 초기에 탁하던 포도주가 투명해진다. 
2차 발효는 양조자의 스타일에 따라 대형 스테인리스 발효조 혹은 오크통에서 일어난다. 오크통에서 발효되지 않은 포도주의 경우 추가적인 향이나 맛이 첨가되는 경우가 드물다. 즉, 양조자가 원하는 바에 따라 오크통에서의 숙성 여부가 결정되며, 심지어 오크는 오크칩이라는 형태로 첨가될 수도 있는데 이는 보통 저렴한 포도주를 만들 때 일어난다. 
말산 발효는 유산균(젖산균)이 신진대사를 하는 과정에서 말산을 젖산과 이산화탄소로 변화시키는 과정이다. 이러한 과정은 자연적으로도 일어날 수 있지만, 일반적으로 특수 배양된 유산균들이 추가적으로 투입되어 진행된다. 
말산 발효 과정에서 말산 함량이 높은 포도주의 맛이 좋아지게 되는데, 이는 일반적으로 말산이 쓰고 강한 맛을 내기 때문이다. 반면 젖산은 더 부드럽고 신 맛이 나는데, 주로 유제품들에 포함되어 있다. 말산 발효는 포도주의 전체적인 산성도를 낮추는 역할을 하는데, 이는 말산이 2개의 산성기(-COOH)를 가지고 있는 반면, 젖산은 하나이 산성기를 가지고 있기 때문이다. 하지만 포도주의 산성도는 백포도주의 경우 pH 3.55, 적포도주의 경우 pH3.80 이상이 되면 안되며, 주석산을 투입하여 pH를 낮출 수 있다. 
유산균을 사용한 일부 샤르도네의 경우 더 “버터스러운” 맛이 나는데, 이는 균의 부산물인 디아세틸 때문이다. 대부분의 적포두주는 완전한 말산 발효가 완료된 이후에 병으로 옮겨져, 추가적인 발효가 병에서 진행되지는 않는다. 백포도주의 경우 양조 스타일에 따라서 다양한 말산 발효 방식이 사용된다. 리즐링처럼 상대적으로 아로마가 약한 포도주의 경우 말산 발효가 많이 진행되지 않으며, 샤르도네 같이 좀더 무거운 백포도주들은 말산 발효가 상대적으로 더 많이 일어난다. 

## 블렌딩 및 품질개선(Fining)

아비뇨네지 50&50
산지오베제 50%, 메를로 50% 블렌딩한 포도주

다른 종류의 포도주들은 양조자들의 스타일에 따라 병입 전 블렌딩 될 수 있다. 양조자들은 다른 환경에서 재배된 포도들로 만들어진 포도주를 섞으므로서 약간씩 부족한 부분들을 상호 보완해줄 수 있다. 다른 품종의 포도주와 다른 빈티지의 포도주를 섞는 과정에서 산성도, 탄닌 함량 등을 조절하여 맛을 개선할 수 있다. 
탄닌을 제거하는 등 떫은 맛을 없애고, 포도주를 탁하게 만드는 미세 입자를 걸러내어 포도주의 품질을 개선할 수 있으며 여기에는 다양한 방법이 활용될 수 있다.
아주 오래전부터 포도주 양조 과정에서 젤라틴을 넣는 전통적인 방식이 방식이 활용되었는데, 이는 포도주를 투명하게 하는 역할을 한다. 또한 이 과정에서 탄닌 함량이 줄어들 수 있다. 하지만 젤라틴은 포도주의 구성 물질들과 반응하여 침전되기 때문에 포도주 자체에는 영향을 미치지 않으며, 침전물 형태로 갈아 앉은 것은 병입 전 걸러서 제거할 수 있다.
젤라틴 뿐 아니라 동물성 단백질 (칼륨 카제나이트, 우유 단백질 내의 카제인), 계란의 알부민, 숯, 소의 피 등이 사용될 수 있다.
비동물성 물질의 경우 벤토나이트, 규조토, 멤브레인 필터(얇은 필름이나 플라스틱 폴리머로 미세한 구멍이 있는 물질), 등이 활용될 수 있다.

## 보존 (방부제)
포도주 양조에서 사용되는 가장 일반적인 방부제는 보통 이산화황인데, 보통 액체 상태나 칼륨 메타중아황산소다 등의 형태로 첨가된다. 다른 방부제에는 칼륨 소르베이트가 있다.
이산화황은 두 가지 주요한 작용을 하는데 첫 번째로 미생물, 미세균의 번식을 최소화하고, 둘째로 산화를 방지한다. 이산화황이 첨가되지 않을 경우, 아무리 위생상태가 좋은 양조장이더라도 세균에 의해 부패될 수 있다. 

### 백포도주
백포도주 양조 과정에서 이산화황은 발효 전에 미리 첨가되기도 하고, 알코올 발효 직후에 첨가될 수도 있다 발효 후에 첨가될 경우, 이는 말산 발효를 중지시키는 역할을 하고, 세균성 부패를 막으며 산화되는 것을 방지시킨다. 리터 당 최대 100mg의 이산화황이 첨가될 수 있으나 일반적으로 이산화황을 아예 넣지 않거나 리터 당 30 mg 이하로 넣는 것이 바람직하다고 간주된다.

### 적포도주
적포도주를 만들 때는 발효 전 상대적으로 더 높은 함량, 약 리터 당 100 mg 수준의 이산화황이 첨가되며, 이는 색상을 발현시키는데 보조적 역할을 한다. 말산 발효가 끝난 후 이산화황이 투입될 경우, 백포도주에 미치는 것과 동일한 작용만을 하게 된다. 적포도주의 경우 리터당 최소 약 20 mg 정도의 이산화황이 첨가되어야 하는데, 그렇지 않으면 적색소가 일정 수준 이상 유지 않게 되어 포도주의 색이 투명하게 변한다. 또한 적절한 양의 이산화황은 말산발효 과정에서 산화를 방지하고 세균이 배양되는 것을 방지시키는 역할을 한다.
칼륨 솔베이트는 특히 단 포도주에 첨가되어, 이스트를 포함한 균류의 성장을 조절하는데 효과적인 역할을 한다. 그러나 솔베이트의 대사 과정에서 부산물로 발생하는 게라니올이라는 물질이 발생할 수 있다는 단점이 있다. 게라니올은 소르브산이 말산 발효 때 포도주에 있을 경우 생성되는데, 이를 방지하기 위해서 포도주는 반드시 잘 소독되고 충분한 양의 이산화황을 함유하고 있는 병에 주입되어야 한다. 
일부 양조자들은 방부제를 넣지 않은 천연 포도주를 만들기도 하는데, 이 때 포도주는 약 5 °C 정도로 낮은 온도에 보관되어야 한다.

## 여과
포도주 양조에서 여과는 크게 두 가지 역할을 한다.
첫째로 포도주를 투명하게 하는 것으로 포도주 내에서 가시적으로 확인되는 상대적으로 큰 입자들이 제거된다. 이 때 5~10mm 크기의 입자들부터 1~4 µm의 입자들도 제거가 된다. 

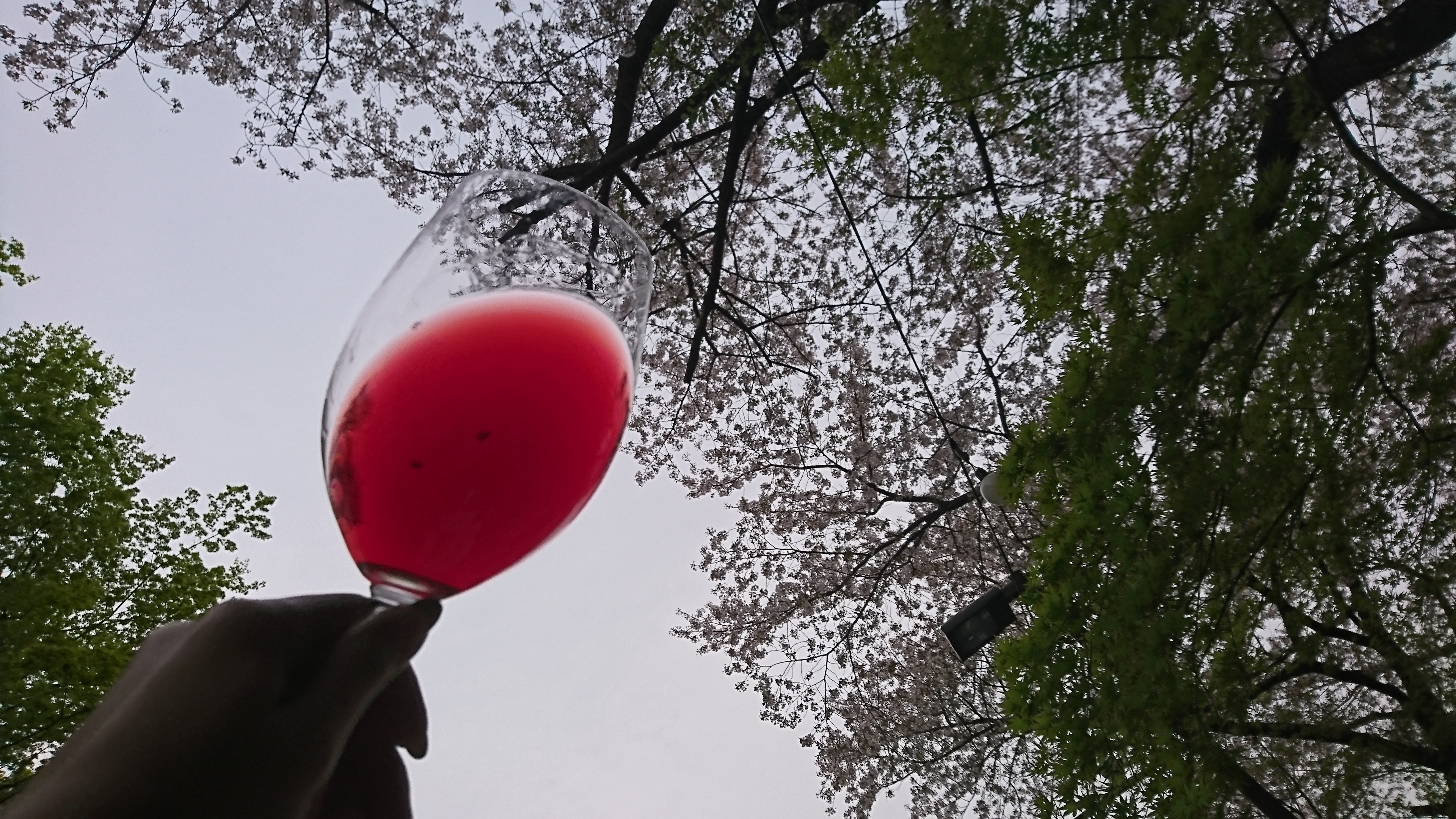
투명한 적포도주

둘째로 포도주가 지나치게 발효되거나 부패하는 것을 방지하기 위해 미생물의 번식을 최소화하는 것이다. 이스트를 비활성화 시키기 위해서는 최소 0.65 µm의 입자들이 제거되어야 하고, 박테리아의 활동을 지연시키기 위해서는 0.45 µm 수준의 입자들이 걸러져야 한다. 하지만 지나치게 포도주를 여과할 경우 포도주의 색이 연해지고 바디감이 약해질 수 있다는 단점이 있다. 포도주에서 미생물의 번식을 최소화 한다는 것은 모든 종류의 균을 박멸한다는 것은 아니며, 포도주에 위해가 될 수준의 이스트나 박테리아를 제거한다는 뜻이다.
자연적인 여과 방식도 있는데, 약 2 °C의 온도에 포도주를 한달 정도 보관하면 침전물이 발생하여 포도주가 투명해지며 이 경우 화학적 첨가물이 불필요하다.

## 병입

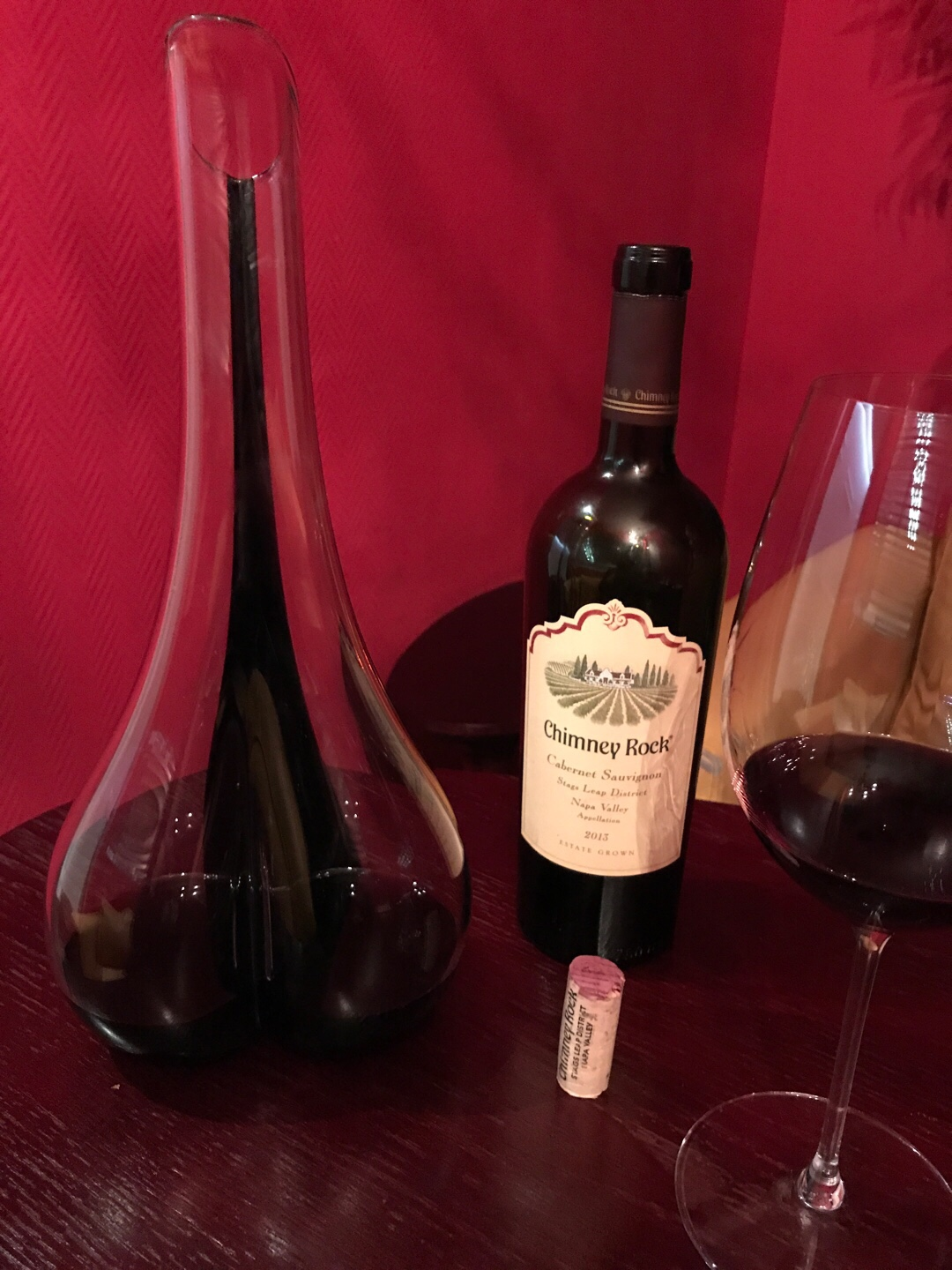
포도주의 천연 코르크 마개

최종적으로 병에 아황산염이 첨가되는데, 이는 병입 단계 이후 포도주가 추가적으로 발효되는 것을 방지한다. 전통적으로 포도주 병들은 천연 코르크 마개를 사용해왔지만 최근에는 인조 코르크나 스크류(돌려 따는 뚜겅)을 사용하기도 하며, 이런 추세는 점점 가속화되고 있다. 

## 같이 보기
- 포도주의 역사
- 홈브루잉